# (348034) Deslorieux
(348034) Deslorieux ist ein Asteroid des mittleren Hauptgürtels, der vom französischen Informatiker und Amateurastronomen Jean-Claude Merlin am 24. Oktober 2003 an der Sternwarte in Le Creusot, Département Saône-et-Loire, (IAU-Code 504) entdeckt wurde.
Der Asteroid gehört im weiteren Sinne zur Juno-Familie, einer Gruppe von Asteroiden, die nach (3) Juno benannt ist. Die zeitlosen (nichtoskulierenden) Bahnelemente von (348034) Deslorieux sind fast identisch mit denjenigen von 17 anderen Asteroiden, von denen, wenn man alleine von der Absoluten Helligkeit ausgeht, (69332) 1993 LJ1 der größte ist. Eine besonders nahe Übereinstimmung der Bahndaten von (348034) Deslorieux gibt es mit dem Asteroiden (382951) 2004 VB11.
(348034) Deslorieux wurde am 25. April 2013 nach Jean-Marie Deslorieux (1871–1958) benannt, dem Großvater von Jean-Claude Merlin.